# Concei
Concei (Concéi in dialetto locale) è un municipio di 863 abitanti del comune di Ledro, in provincia di Trento. È costituito dalle tre frazioni di Enguiso (sede municipale), Lenzumo e Locca.
Fino al 2010 è stato un comune sparso autonomo, e faceva parte dell'Unione dei Comuni della Valle di Ledro insieme a Tiarno di Sopra, Tiarno di Sotto, Bezzecca, Molina di Ledro e Pieve di Ledro; tutti sono poi confluiti dal 1º gennaio 2010 nel nuovo comune di Ledro.

## Storia

### Simboli

Vecchio Stemma comunale

Lo stemma era stato approvato con D.G.P. del 23 marzo 1984.
Non sono descritti ornamenti esteriori.

## Società

### Evoluzione demografica
Abitanti censiti

## Amministrazione
Nel 2009, Concei, si è unito agli ex comuni di Tiarno di Sopra, Tiarno di Sotto, Bezzecca, Pieve e Molina per creare il comune di Ledro, nato il 1º gennaio 2010.